# Čarbagh
Čarbagh ali čaharbagh (perzijsko چهارباغ, latinizirano: chahārbāgh, dob. 'chahārbāgh', lit. 'štirje vrtovi'; hindi चारबाग़, chārbāgh, urdu چار باغ chār bāgh, bengalsko চারবাঘ) je perzijski in indo-perzijski štirikotni vrt s postavitvijo štirih vrtov, tradicionalno ločenih z vodnimi potmi, ki skupaj predstavljajo štiri vrtove in štiri rajske reke, omenjene v Koranu. Čarbagh je lahko razdeljen tudi s sprehajalnimi potmi namesto tekoče vode. Takšne vrtove najdemo v državah po vsej Zahodni Aziji (ki vključuje Iran), Južni Aziji (ki vključuje Pakistan in Indijo), Severni Afriki in nekdanjem Al Andaluzu.[2] Znan primer čarbagh je Tadž Mahal v Indiji.

## Zasnova
Tradicionalni čarbagh ima štiridelno postavitev vrta z aksialnimi vodnimi potmi, ki se povezujejo v majhnem kvadratnem bazenu v središču vrta.

## Zgodovina
Postavitev čarbagh izvira iz rajskih vrtov Ahemenidskega cesarstva, kot kažejo izkopavanja v Pasargadu in Suzi. Visoko strukturirana geometrijska shema čarbagha je postala močna metoda za organizacijo in udomačitev krajine, ki je sama simbol političnega ozemlja.
Po muslimanski osvojitvi Perzije je veljalo, da čarbagh predstavlja štiri rajske vrtove, omenjene v 55. poglavju (sura) Korana, Ar-Rahman (Usmiljeni (sura)):
In za tistega, ki se boji stopiti pred svojega Gospoda, sta dva vrta. (55. poglavje: 46. verz)

In poleg njih sta še dva vrta. (55. poglavje: 62. verz)
Vodne poti so veljale za štiri reke, omenjene v hadisu: Sajhan, Džajhan, Evfrat in Nil.
V 16. stoletju je postavitev čarbagha prinesla iz Irana na indijsko podcelino dinastija Mogulov, ki jo je ustanovil Babur, ki je bil prvotno iz Srednje Azije. Ta tradicija je rodila mogulske vrtove, ki so svojo najvišjo obliko morda pokazali v Tadž Mahalu.

## Pomembni primeri
Nekaj prvih mogulskih vrtov tipa čarbagh monumentalnega obsega je pripadalo cesarskim mavzolejem, kot so Baburjevi vrtovi v Kabulu v Afganistanu (v čast prvemu mogulskemu cesarju Baburju); čarbagh v Humajunovi grobnici v Delhiju, Indija (v čast Humajunu, Baburjevemu sinu); in čarbagh pri grobnici Džahangirja (v čast četrtemu mogulskemu cesarju Džahangirju, sinu Akbarja) v Lahoreju v Pakistanu.
Čarbagh Tadž Mahala je tudi čarbag mavzoleja, ki ga je zgradil mogulski cesar Šah Džahan (Baburjev pra-pravnuk) za svojo najljubšo indijsko ženo Mumtaz Mahal. Za razliko od drugih grobnic mavzolej ni v središču vrta, vendar so arheološka izkopavanja razkrila drug vrt nasproti, kar kaže, da je bil mavzolej zgodovinsko osredotočen kot v tradiciji vrtov grobnic. V čarbagu Tadž Mahala vsak od štirih delov vsebuje šestnajst cvetličnih korit.
Drugi mogulski čarbagh vrtovi so bili zgrajeni za prosti čas, brez kakršnega koli mavzoleja, kot so vrtovi Šalimar (znani tudi kot Šahla Bagh) v Lahoreju v Pakistanu, ki jih je prav tako uredil Šah Džahan. Vrtovi Šalimar obsegajo dva vrtova čarbagh, ločena z ogromnim bazenom.
- Čarbagh pri Humajunovi grobnici, Delhi, Indija
- Pogled iz zraka na 'čarbagh Tadž Mahala, Agra, Indija, ki prikazuje kvadratno kotlino na presečišču štirih vodnih poti
- Pogled na en vrt čarbagh vrtov Šalimar, Lahore, Pakistan, ki prikazuje tipično postavitev čarbagh

## Posnemovalci
Čarbagh je na strehi centra Ismaili v južnem Kensingtonu v Londonu.